# Нуева-Картея
Нуева-Картея (ісп. Nueva Carteya) — муніципалітет в Іспанії, у складі автономної спільноти Андалусія, у провінції Кордова. Населення — 5679 осіб (2010).
Муніципалітет розташований на відстані близько 320 км на південь від Мадрида, 43 км на південний схід від Кордови.

## Демографія
Динаміка населення (INE ):

## Галерея зображень

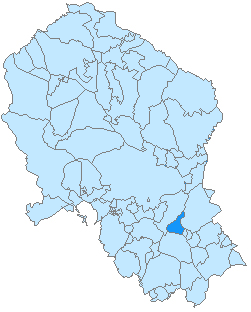
Розташування муніципалітету у провінції Кордова